# Faltrad

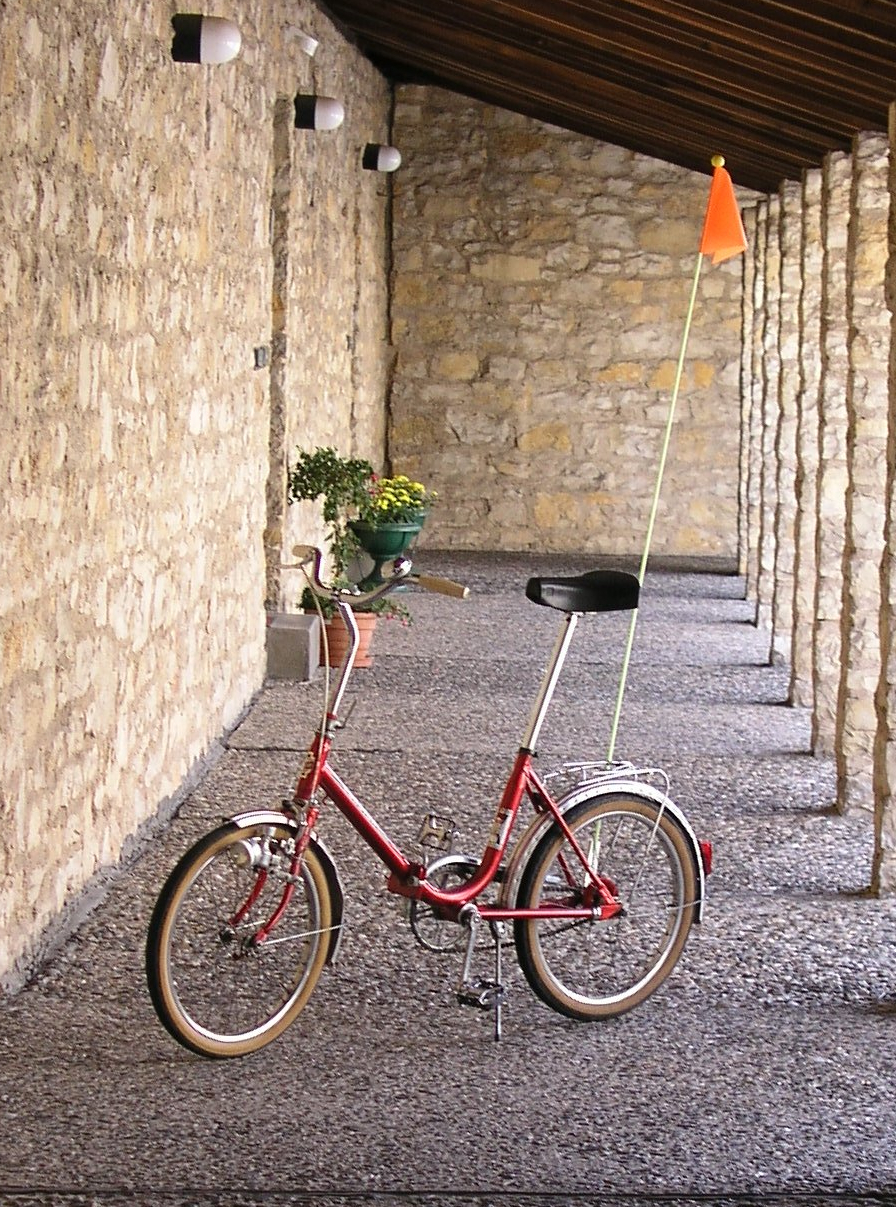
Klassisches Klapprad der 1970er Jahre

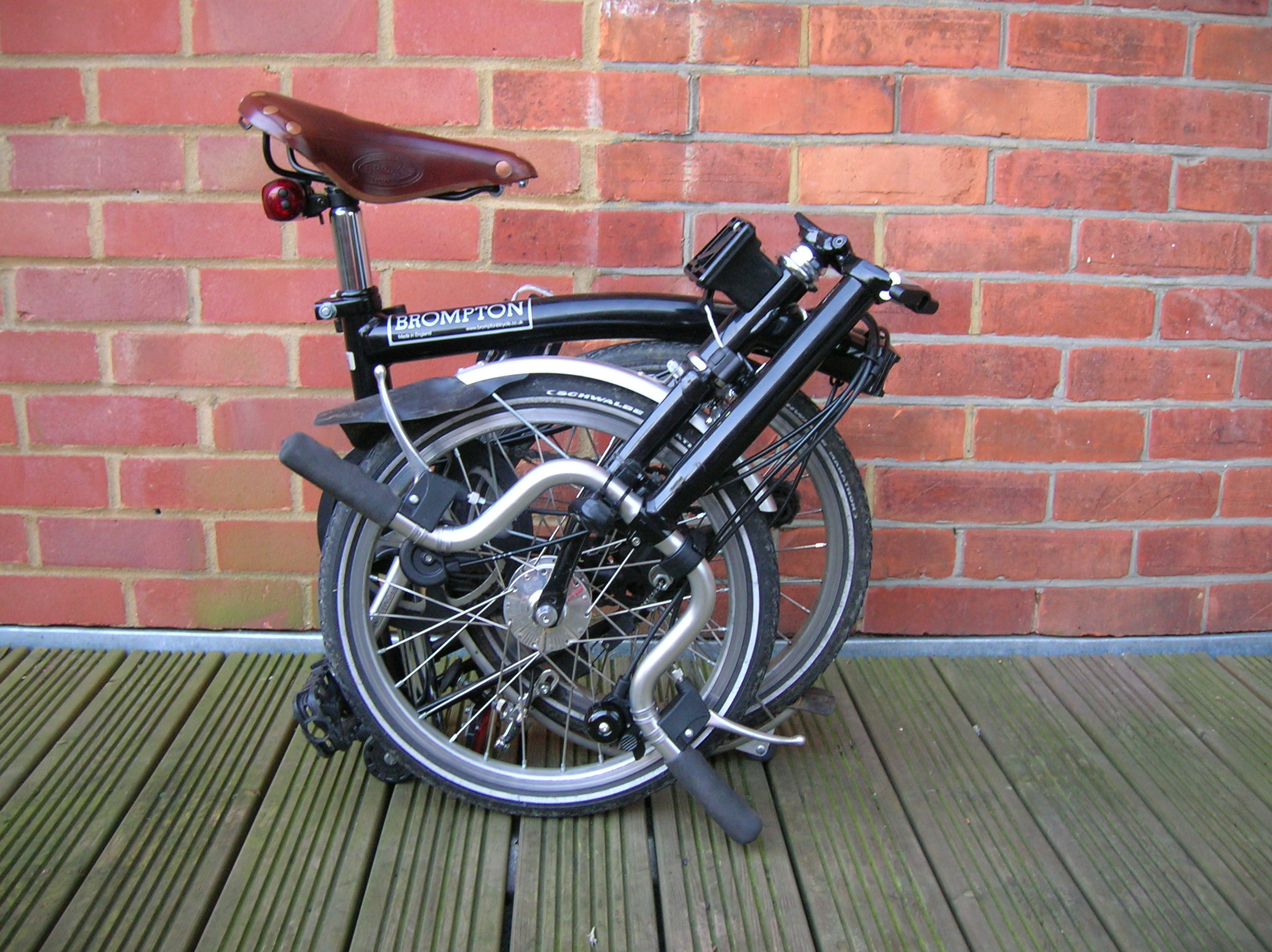
Brompton gefaltet

Ein Faltrad, früher häufig Klapprad genannt, ist ein Fahrrad mit konstruktiven Vorrichtungen wie Scharnieren, Kupplungen und/oder Schnellspannern, die es erlauben, das Rad schnell und einfach auf ein so geringes Packmaß zusammenzufalten oder zu zerlegen, dass es als Gepäckstück in einem anderen Verkehrsmittel mitgenommen werden kann. Mit dem Faltrad kann der Benutzer also Mobilitätslücken auf dem Weg von und zu öffentlichen Verkehrsmitteln (wie beispielsweise der Bahn) überbrücken.

## Begriff
Der Gebrauch des Begriffs „Faltrad“ anstelle von „Klapprad“ hat sich seit den 1980er Jahren zunehmend durchgesetzt. Es gibt mehrere Gründe für diesen Namenswechsel. Einer davon hängt mit dem englischen Begriff Folding Bike zusammen. Im Englischen gibt es keine Übersetzung für Klapprad. „Faltrad“ dokumentiert aber auch den Versuch der Hersteller, sich mit höherwertigen Produkten von den „Klapprädern“ der 1960er und 1970er Jahre zu distanzieren, die oft schlecht zu fahren und unhandlich waren.

## Technische Aspekte

### Faltvorgang
Für den Faltvorgang kommen verschiedene Verfahren in Frage:
- Scharnier mit meist senkrechter Achse etwa in der Mitte des Rahmens
- Zerlegen des Rahmens etwa in der Mitte
- parallelogramm- oder schirmartiges Zusammenfalten des Rahmens
- Umfalten des Vor- oder Hinterbaus unter den Rahmen
- Zusammenschieben von Teilen wie Sattelstütze, Sattelrohr, Rahmenrohr
- Ausbau eines oder beider Laufräder
- Umklappen von Teilen wie Sattelstütze und Lenker

In der Regel werden mehrere dieser Verfahren bei einem Modell kombiniert.

### Federung
Die Räder von Falträdern sind meistens etwas kleiner als bei gewöhnlichen Fahrrädern. Um die Nachteile des Rollverhaltens kleiner Räder auszugleichen, haben einige moderne Falträder eine Federung des Hinterbaus, der Gabel oder beider.
Eine andere Maßnahme zur Verbesserung des Abrollkomforts sind besonders voluminöse (breite) Reifen mit etwas geringerem Luftdruck.

### Laufradgröße
Die marktbeherrschenden Größen der Laufräder von Falträdern liegen zwischen 14 und 24 Zoll. Es existieren auch Falträder mit Laufradgrößen von 12 Zoll und kleiner sowie 26 und 28 Zoll.

### Primärübersetzung und Gangschaltung
Es wird den kleinen Falträdern mitunter eine zu kleine Entfaltung attestiert, so dass man für eine bestimmte Geschwindigkeit viel schneller pedalieren müsste als bei einem normalgroßen Fahrrad. Mit der Auslegung der Primärübersetzung (Kettenblatt, Ritzel) kann die kleine Laufradgröße ausgeglichen werden. Höherwertige Falträder sind so ausgelegt, dass sie sportlich und schnell gefahren werden können.
Prinzipiell werden bei Falträdern die gleichen Schaltungen wie bei großen Fahrrädern verwendet. Insbesondere bei Nabenschaltungen unterscheidet sich die Ausstattung nicht von der größerer Räder. Da eine kleine Laufradgröße räumliche Grenzen für Kettenschaltungs-Komponenten, wie beispielsweise das Schaltwerk setzt, haben bzw. hatten sich hier auch Speziallösungen etabliert. So gab es die SRAM Dual Drive, die eine Kettenschaltung mit einer kompakten Dreigang-Nabenschaltung kombinierte. Dahon und Tern haben ein besonders kompaktes Schaltwerk („Neos“) für einige Falträder eingeführt. Von Shimano werden sehr kompakte Ritzelkassetten mit 9 bis 26 Zähnen für Fahrräder mit kleinen Laufrädern angeboten.

## Geschichte

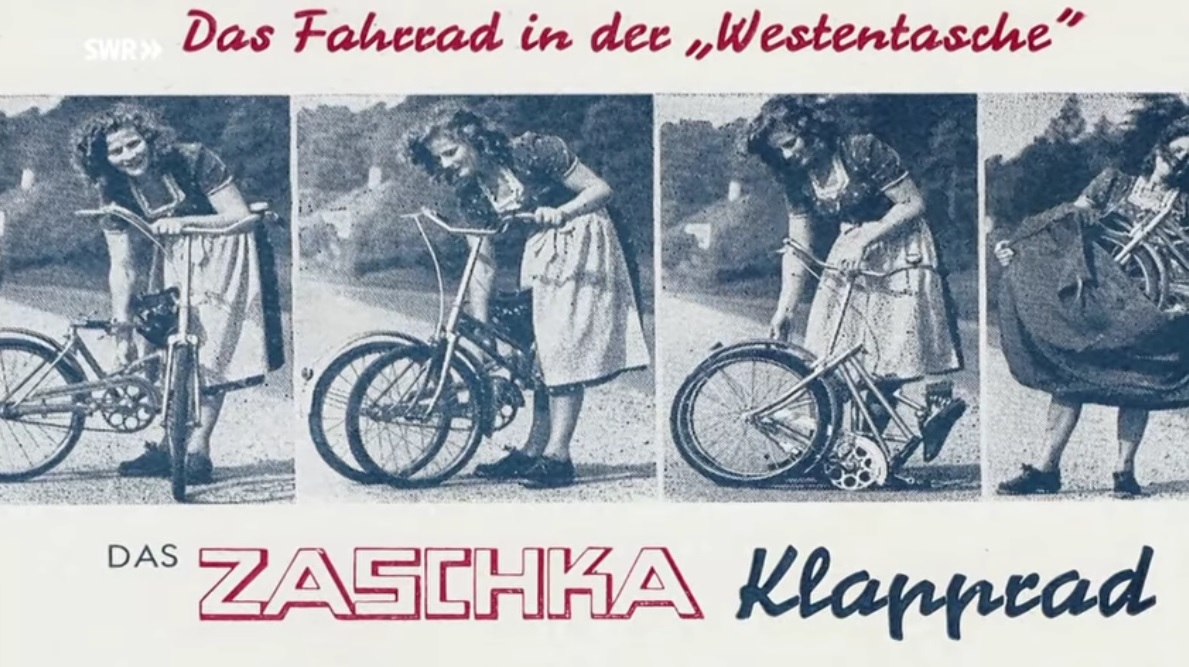
Engelbert Zaschkas Rad

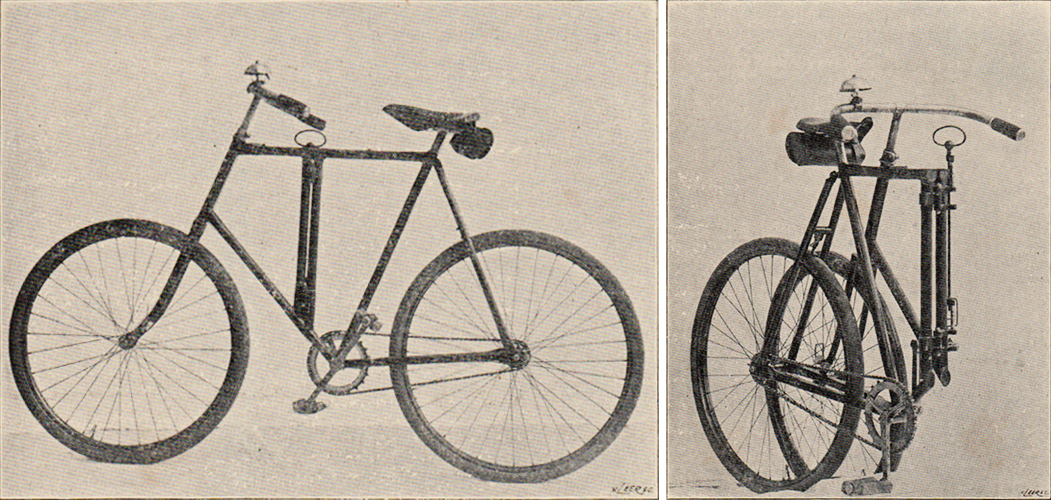
Wagtendonk, um 1910

Der Brite William Grout entwickelte das vermutlich erste Falt- bzw. Zerlegerad und ließ es 1878 patentieren. Es war ein Hochrad mit Vollgummireifen, dessen Vorderrad sich in vier radiale Segmente zerlegen ließ, die mit dem gefalteten Rahmen Platz in einem dreieckigen Koffer fanden.
1896 wurde das „Faun“ patentiert, ein Sicherheitsrad mit Diamantrahmen (die Urform des modernen Fahrrads), dessen Rahmen in der Mitte um eine senkrechte Achse gefaltet werden konnte – bis heute das am weitesten verbreitete Verfahren bei Falträdern.
Von dieser Form ausgehend entwickelte der britische Offizier Robert Baden-Powell um 1900 die Idee eines in drei Teile zerlegbaren Fahrrads für das Militär. Er selbst nannte es Faltrad:
„Leutnant Baden-Powell sprach [in seinem Vortrag] lange über die Randbedingungen, die der Kontrolle und Konstruktion einer Maschine für Kriegszwecke genügen müssen, und sagte, er wolle den Bau einer Maschine, die sich zusammenfalten lässt, in Auftrag geben. Sie dürfe nicht schwerer und auch nicht schwächer als eine normale Maschine sein.“
Seit Beginn des 20. Jahrhunderts zeigte auch das kontinentale Militär Interesse an Falträdern und veranlasste die Entwicklung verschiedener Modelle. Beispiele sind die zerlegbare Variante des „Dursley Pedersen“, Schweizer Armeefalträder oder das holländische „Fongers“ von 1909, dessen Besonderheit die erstmalige Verwendung kleiner Laufräder (ca. 16") ist. In Russland wurde im Ersten Weltkrieg ab 1916 das Leitner-Militärklapprad produziert und auch nach der Oktoberrevolution in der Sowjetunion.
Im Zweiten Weltkrieg entwickelte BSA das „Folding Military Bicycle“ für britische Fallschirmjäger, um schneller nach der Luftlandung die Landezone verlassen zu können. Aus diesem Rad entstand das heute wieder gebaute „Galaxe“ für zivile Fahrer.
Im zivilen Bereich gab es in den 1920er bis 1940er Jahren verschiedene kleinrädrige Falträder wie das deutsche „Zaschka“ oder französische „Petit Bi“, das in seiner letzten Bauform schon große Ähnlichkeiten mit den Falträdern der 1970er Jahre aufwies.
Eine herausragende Rolle in der Entwicklung von Falt- und Zerlegerädern spielt das „Moulton Stowaway“ vom Beginn der 1960er Jahre. Ursprünglich weniger als Faltrad, sondern vor allem als bessere Alternative zum mittlerweile traditionellen Fahrrad mit Diamantrahmen und 28″-Rädern gedacht, verfügte es über einen steifen, teilbaren Einrohrrahmen mit tiefem Durchstieg, 16″-Felgen mit schmalen Hochdruckreifen und als erstes Fahrrad über eine Vollfederung mit Gummielementen (Alex Moulton hatte auch die Gummifederung des „Austin Mini“ entwickelt). Auf diese Weise verband es Schnelligkeit, Wendigkeit und Fahrkomfort in bis dahin unbekannter Weise.
Das „Moulton Stowaway“ und seine Nachfolgemodelle waren international sehr erfolgreich und stilprägend und lösten damit die „Klappradwelle“ aus, in deren Folge praktisch jeder Hersteller ein Faltrad im Programm hatte. Dabei handelte es sich in der Regel aus Kostengründen um sehr einfache Nachahmungen mit zu kurzem Radstand, 20"-Rädern und instabiler Rahmenkonstruktion, ohne Federung, aber mit breiten Niederdruckreifen als Ersatz. Die meisten dieser Fahrräder waren, weil die Konstrukteure weniger von der Mitnahme im öffentlichen Verkehr, sondern vor allem vom Transport mit Kraftfahrzeugen ausgingen, in gefaltetem Zustand nicht standfähig. Billigmodelle hatten keine Felgenbremse, sondern eine Klotzbremse am Vorderrad. Etwas bessere Modelle hatten die Zweigang-Nabenschaltung Torpedo Duomatic von Fichtel & Sachs eingebaut. Die Gänge wurden durch einen kurzen Rücktritt geschaltet. Das daraus resultierende schlechte Fahrverhalten dieser Nachahmermodelle brachte schließlich alle Falträder und kleinrädrigen Fahrräder derart in Verruf, dass die „Klappradwelle“ schon Ende der 1970er Jahre zusammenbrach. Auch die Herstellung des mittlerweile von Raleigh hergestellten „Moulton“ wurde 1974 eingestellt. Dennoch gab es auch in den 1970er Jahren Neuentwicklungen wie das besonders leichte „Bickerton“ des Flugzeugingenieurs Harry Bickerton, das 1970 mit einem Aluminiumrahmen ohne Schweißstellen auf den Markt kam und bis 1992 gebaut wurde.
Ebenfalls in den 1970er Jahren begann die Entwicklung des „Brompton“ durch Andrew Ritchie, das seit 1986 von Brompton Bicycle hergestellt wird. Es zeichnet sich vor allem durch eine sehr kurze Faltzeit und ein sehr geringes Faltmaß aus. Das Gelenk des ähnlich wie beim Moulton gefederten Hinterbaus wird dabei auch für den Faltvorgang genutzt. Die Konstrukteurin Juliane Neuß entwickelte mit dem „Brecki“ einen Liegerad-Umbausatz für das Brompton. Sie schuf so das erste echte faltbare Liegerad.
Alex Moulton konstruierte seit 1976 ein Nachfolgemodell des „Moulton“, das 1983 unter dem Namen „Moulton AM“ auf den Markt kam. Ebenso wie die Vorgängermodelle hat es Hochdruckreifen, Vollfederung und die bekannte große Übersetzung. Wirklich neu war die Rahmenkonstruktion, ein kompliziertes, in der Mitte teilbares, aus Dreiecken zusammengesetztes Rohrgitterfachwerk von größter Steifigkeit (Space Frame).
In den 1960er und 1970er Jahren vertrieb der niederländische Hersteller Sparta erfolgreich eine eigene Form eines Kompaktrades: das Sparta 8-80 Kompaktrad. Die Typenbezeichnung zielte auf die Altersgruppe von 8 bis 80 Jahren. Das Fahrrad bestand aus einem Pressstahlrahmen mit Vierkantprofil und hatte 22-Zoll-Räder, eine eher ungewöhnliche Größe, die bei französischen Kinderrädern noch gebräuchlich ist. Es ist ein Kompromiss aus Radgröße, für ein Kompaktrad eher groß, aber mit einer relativ guten Fahrstabilität. Die Felgen hatten ein Westwoodprofil, was eine relative Beständigkeit gegen Kollisionen z. B. von Bordsteinremplern usw. bedeutete. Der Kettenkasten war aus Blech in Rahmenfarbe. Es gab drei verschiedene Versionen. Zunächst gab es eine mit nur verstellbarer Vierkant-Sattelstütze und ebenfalls ohne Werkzeuggebrauch verstellbarer Lenker- und Vorbaukonstruktion, weiter eine patentierte Version mit komplett abnehmbarem Vorbau, wobei die Lenkerkonstruktion mit Vorderrad abnehmbar war. In der Lichtleitung gab es eine Kabelverbindung, die mit einer Rändelmutter getrennt werden konnte. Alternativ war ein vorderer Gepäckträger erhältlich. Zudem gab es wohl eine Version, bei der der Rahmen in der Mitte ineinandergeschoben war und so zerlegt werden konnte. Zielgruppe für dieses Rad waren Zelter und Bootsführer, die einen Kompromiss aus Kompaktheit und Fahrstabilität suchten. Gangschaltung war bisweilen die Duomatic von Fichtel & Sachs.
Seit Ende der 1980er Jahre hat sich der in den USA von David Hon gegründete Hersteller Dahon zum größten Anbieter von Falträdern entwickelt – sowohl was die Anzahl der Modelle als auch die Stückzahl betrifft. Dahon produziert auch Falträder mit üblichen 559er Laufrädern.
Der Sohn von David Hon, Joshua Hon, gründete 2011 das Unternehmen Tern.
Das 1987 gegründete US-amerikanische Unternehmen Montague, das sich auf normalgroße Falträder spezialisierte, entwickelte 1997 ein Falt-Mountainbike für Fallschirmjäger der US-Streitkräfte. Seit 1999 wird dieses Rad auch auf dem zivilen Markt angeboten.
In Deutschland baut Bernds seit 1991 gefederte Falträder und Falttandems. Die auf Wunsch nach Maß gefertigten Stahlrahmen werden am Firmensitz in Überlingen von Hand hergestellt.
Mitte der 1990er Jahre entwarfen Heiko Müller und Markus Riese, die Gründer des Fahrradherstellers Riese und Müller, das „Birdy“. Das ist ein vollgefedertes Faltrad mit Aluminiumrahmen, dessen Schwingengelenke an Gabel und Hinterbau gleichzeitig als Faltgelenke dienen.
Mitte der 2010er Jahre entwickelte Karsten Bettin das Faltrad Kwiggle, das seit 2019 verkauft wird. Kwiggle ist das kompakteste Faltrad am Markt und erreicht zusammengefaltet als einziges das Handgepäckmaß. Es hat einen schwingenden Sattel und wird im Steh-Sitz-Modus gefahren.

Seit 1992 wird im Pfälzerwald jährlich der Kalmit-Klapprad-Cup ausgetragen. Bei diesem humorvollen Radrennen dürfen nur Teilnehmerinnen und Teilnehmer mit Klapprad ohne Schaltung antreten, 2018 gab es davon etwa 1000. Die Strecke von etwa 6 km Länge führt von Maikammer auf die Kalmit.

## Markt

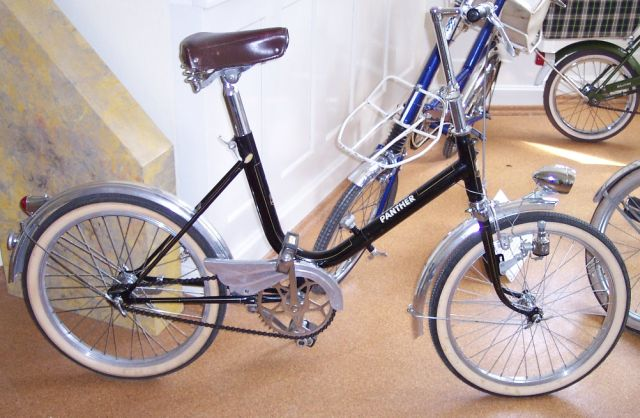
Klapprad Panther

In der Bundesrepublik Deutschland hatte Mitte der 1970er Jahre das Klapprad ein Drittel des Marktes inne und wurde bald danach bedeutungslos. In der DDR blieben Klappräder auch in den 1980er Jahren populär. Der Hersteller Mifa produzierte von 1967 bis 1990 rund 2,8 Millionen Klappräder, die vorwiegend im Inland verkauft wurden und eine entsprechende Präsenz erreichten. Sie sind noch heute in Ostdeutschland häufiger anzutreffen als aktuelle Faltradmodelle. Die Ausstattung dieser Klappräder war nüchtern, sie ließen sich jedoch gut fahren und waren im Gegensatz zu anderen Fahrrädern immer erhältlich. Einen Standfuß unter dem Tretlager für den stehenden Transport gab es jedoch auch hier nicht. 1990 endete auch in Ostdeutschland abrupt die Zeit der Klappräder.
Die Fahrradgattung spielte lange Zeit keine Rolle, bis im Jahrzehnt nach der Jahrtausendwende bei wenigen Promille Marktanteil von einem Trend zum Faltrad berichtet wurde. Seither verbreiten sich Falträder wieder zunehmend, ohne jedoch eine marktbestimmende Position einzunehmen. Der Spezialist Brompton Bicycle steigerte seine Produktion von 7000 Falträdern im Jahr 2002 auf 25.000 Stück im Jahr 2009, nachdem er seine hauptsächlich aus Männern mittleren Alters bestehende Kundschaft in einigen Ländern um viele Frauen und jüngere Menschen erweitern konnte. Das in den 1990er Jahren von Riese und Müller entworfene Faltrad Birdy erreichte zum Jahreswechsel 2006/2007 einen Bestand von 60.000 Stück, zu drei Vierteln in Asien. Im zweiten Quartal 2009 setzte der Generalist Giant 10.000 Falträder ab. Dahon verkaufte im ersten Halbjahr 2009 rund 250.000 Falträder.

## Verschiedene Faltradmodelle und -hersteller
| Hersteller | Faltmaß                             | Gewicht                           | Laufräder* ETRTO       | Besonderheit                                                                                                 | Bild                                    |
| --- | ----------------------------------- | --------------------------------- | ---------------------- | --- | --------------------------------------- |
| Kwiggle | 55 × 40 × 25 cm                     | 9,5 – 10 kg                       | 12"                    | das kleinste Faltrad.                                                                                        | Kwiggle Faltrad (gefaltet / fahrbereit) |
| Brompton | 59 × 57 × 27 cm                     | ca. 11,5 kg                       | 16" 349 mm             | Mit bis zu 12 Gängen erhältlich als auch mit E-Motorunterstützung. Sehr kleines Packmaß. (A,C,P oder T-Line) | Brompton fahrbereit entfaltet           |
| Brompton | 73 × 69 × 40 cm                     | ca. 14 kg                         | 20" 406 mm             | G-Line: Vergrößerte Version des „Ur“-Bromptons.                                                              |                                         |
| Strida | 114 × 51 × 23 cm                    | ca. 10,5 kg                       | 16" oder 18"           | Riemenantrieb                                                                                                | Strida zusammengefaltet                 |
| Birdy | 68 × 57 × 35 cm                     | ab 10 kg                          | 18" 355 mm             | Vollgefedert                                                                                                 | Riese und Müller Birdy                  |
| Dahon | 56 × 57 × 30 cm                     | ca. 12 kg                         | 14" – 27,5"            | | Dahon Special Edition                   |
| Montague | 90 × 76 × 30 cm bis 97 × 97 × 33 cm | ca. 11,3 kg bis 24,5 kg (Pedelec) | 26" – 28" 559–622 mm   | „Full-Size“-Straßenfahrräder, -Mountainbikes und -Pedelec                                                    | Montague FIT                            |
| Moulton | 100 × 70 × 40 cm                    | ca. 12,5 kg                       |                        | Zerlegerad mit Gitterrahmen (auch Fachwerkrahmen)                                                            | Moulton Faltrad                         |
| Tern |                                     |                                   | 20" – 27,5" 406–584 mm | | Tern Eclipse S11i                       |
| *Die Zollangaben lassen sich nicht 1:1 in cm übertragen, sondern sind lediglich als Richtwert zu betrachten, siehe Größenangaben bei Fahrradbereifung. |                                     |                                   |                        | |                                         |